# Usnomocco
Usnomocco (del quechua usnu altar; una plataforma especial para las celebraciones importantes, Muqu colina, "usnu colina", también escrito Usnu Muqu, Usnomoqo, Usno Moqo) es un sitio arqueológico en Perú. Se encuentra ubicado en la Región Apurímac, provincia de Abancay, Distrito de Tamburco, a 150 metros de la plaza principal de Tamburco.
Tiene forma de pirámide trunca conformada por tres plataformas cuadrangulares.
El sitio cumplía como observatorio y ceremonias rituales. Era paso obligatorio al desplazarse al Contisuyo.
Se encuentra en deterioro. El sitio se encuentra cubierta por la vegetación y falta de limpieza por lo que se requiere de poner en valor.